# Saint-Romain-de-Popey
Saint-Romain-de-Popey es una comuna francesa situada en el departamento de Ródano, de la región de Auvernia-Ródano-Alpes.

## Demografía
| 768 | 732 | 707 | 870 | 1 010 | 1 203 | 1 384 | 1 519 |
| Para los censos de 1962 a 1999 la población legal corresponde a la población sin duplicidades (Fuente: INSEE [Consultar]) |     |     |     |       |       |       |       |